# Procampylaspis serratoculus
Procampylaspis serratoculus är en kräftdjursart som beskrevs av Jones 1984. Procampylaspis serratoculus ingår i släktet Procampylaspis och familjen Nannastacidae. Inga underarter finns listade i Catalogue of Life.